# Dekabrist-klasse

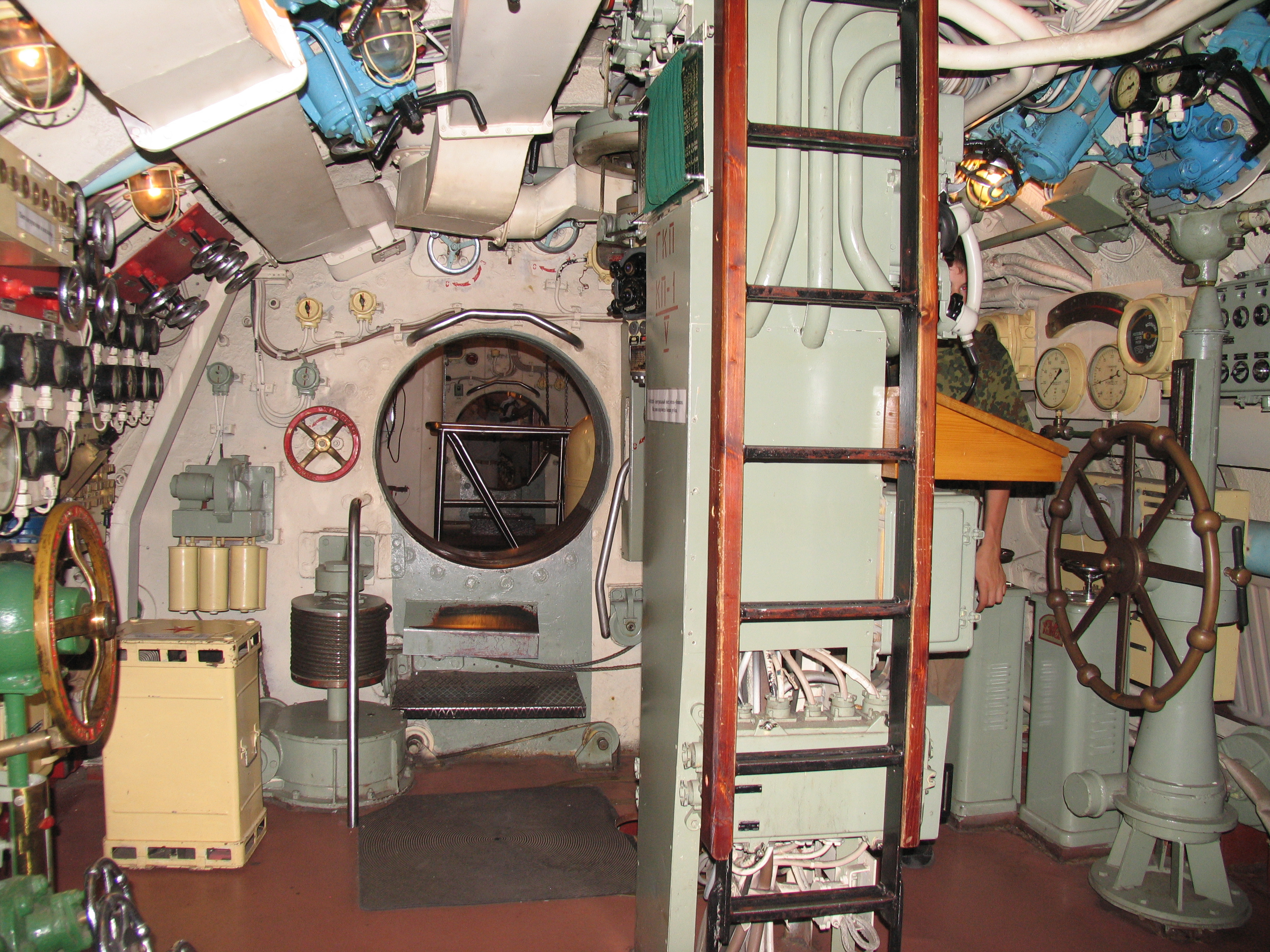
De brug van de D-2

De Dekabrist-klasse (Russisch: Подводные лодки серии I «Декабрист») of D-klasse was een Russische duikbootklasse aan het eind van de jaren '20 uit de vorige eeuw.

## De jonge Sovjet-marine

### Gebrek aan financiële en technologische middelen
Na de Russische Revolutie had de marine van de Sovjet-Unie weinig middelen. Door het chronische gebrek aan financiële middelen verminderden zowel het gebrek aan onderhoud als het zeer beperkte gebruik van het materieel de inzetbaarheid. De nieuwe staat had dringend behoefte aan een effectieve marine, die echter zo min mogelijk mocht kosten. Ze zocht daarom de oplossing niet in dure slagschepen en zware kruisers maar legde de nadruk op de ontwikkeling van duikboten.
De Dekabrist was de eerste klasse duikboten die de nog jonge Sovjet-Unie op stapel zette. Ze was zich er echter van bewust, dat ze alle noodzakelijke kennis om zelf een duikboot te ontwerpen (nog) niet in huis had. Hulp vanuit het buitenland bleek onontbeerlijk; zodoende maakten Duitse ontwerpers en ingenieurs hun opwachting. Mede hierdoor kon de Sovjet-Unie een eigen ontwerp construeren, waar tsaar Nicolaas II de oplossing nog zocht in aankopen in het buitenland.

### Bouw
De eerste exemplaren werden op stapel gezet in 1927 onder toezicht van Boris Malinin, die de Bars-klasse ontwierp in 1916/1917 en nu de leiding had over het Ontwerpbureau voor Onderzeeërs. Hij benutte de Bars-klasse als basis, inspecteerde een Britse Onderzeeboot en kocht Italiaanse plannen aan om zijn nieuwe ontwerp te verwezenlijken. Van de Dekabrist liepen zes exemplaren van de helling, al ging dat niet zonder moeite. Geregeld stokte de stroom van financiële middelen, waardoor constructie traag verliep. Maar in 1929 kreeg de Marine van de Sovjet-Unie, door toedoen van de centraal geleide economie, eindelijk voldoende fondsen toegewezen. In 1930 wijzigde de type-aanduiding van Dekabrist naar D-klasse; de eerste duikboot duidde men aan met D-1.

### Twijfelachtig ontwerp
De Dekabrist werd specifiek ontworpen voor aanvallen op vijandelijke communicatiecentra over lange afstand. De dubbel uitgevoerde scheepsromp bestond uit sterk geklonken staal en het vaartuig beschikte over waterdichte schotten, verdeeld over acht compartimenten. Bovendien rustten de Russen hun duikboot uit met een zwaar 45 mm-luchtafweerkanon. Dat bleek geen onnodige luxe: ze kon weliswaar uitstekend manoeuvreren, maar niet zo snel duiken. De eerste versies vereisten drie minuten om onder te duiken. Hoewel dit na technische verbeteringen werd gereduceerd tot 2½ minuut, bleef dit drie tot vijf keer zo lang als vergelijkbare buitenlandse ontwerpen. Zodoende stond de duikboot veel langer bloot aan vijandelijk vuur van schepen en vliegtuigen.
Een ander heikel probleem vormden de ballasttanks om sneller te duiken. Deze vertoonden het gevaarlijke euvel na onderduiken tot gevechtsdiepte nogmaals vol te lopen. Hierdoor dook de boot te diep, hetgeen fatale scheuren in de romp veroorzaakt. Er bestaan sterke vermoedens dat de D-1 op deze wijze, tijdens een trainingsmissie in de Barentszzee in 1940, verging.
Aanvullende problemen bleken de achterhaalde techniek en onderhoud. Qua techniek liepen deze Russische duikboten tien jaar achter op hun Westerse tegenhangers; bovendien bestond in de Sovjet-Unie na de revolutie de tendens het onderhoud te laten versloffen, waardoor om de haverklap reparaties noodzakelijk waren.

## Oorlogsjaren
Deze tekortkomingen kwamen de Sovjet-Unie duur te staan toen de Duitsers aanvielen. De Dekabrist-klasse werd toen voor zover mogelijk gemoderniseerd en vervolgens gestationeerd in de Zwarte Zee en Oostzee. Van de nog vijf beschikbare duikboten overleefden slechts twee de gevechtshandelingen. D-6 werd beschadigd door een luchtaanval en uiteindelijk door de Russen zelf tot zinken gebracht, de D-3 liep voor de Noorse kust op een mijn en de D-4 ontmoette zijn noodlot tijdens een treffen met de Duitse duikbootjagers UJ-102 en UJ-103.
Gedurende de latere oorlogsjaren overhandigden de Britten enige verbeterde technische middelen, zoals de ASDIC-129 sonar en een nieuw lanceersysteem voor torpedo's.

## Terugtrekking uit actieve dienst
Het overblijvende duo, D-2 en D-5, ging uit actieve dienst in de jaren 50. De D-2 gebruikte men als trainingsschip tot het na restauratie in 1989 eindigde in het scheepsmuseum in Sint-Petersburg. De D-5 werd in 1956 gesloopt.